# 馬馬爾切夫峰
78°18′49″S 85°08′54″W / 78.31361°S 85.14833°W

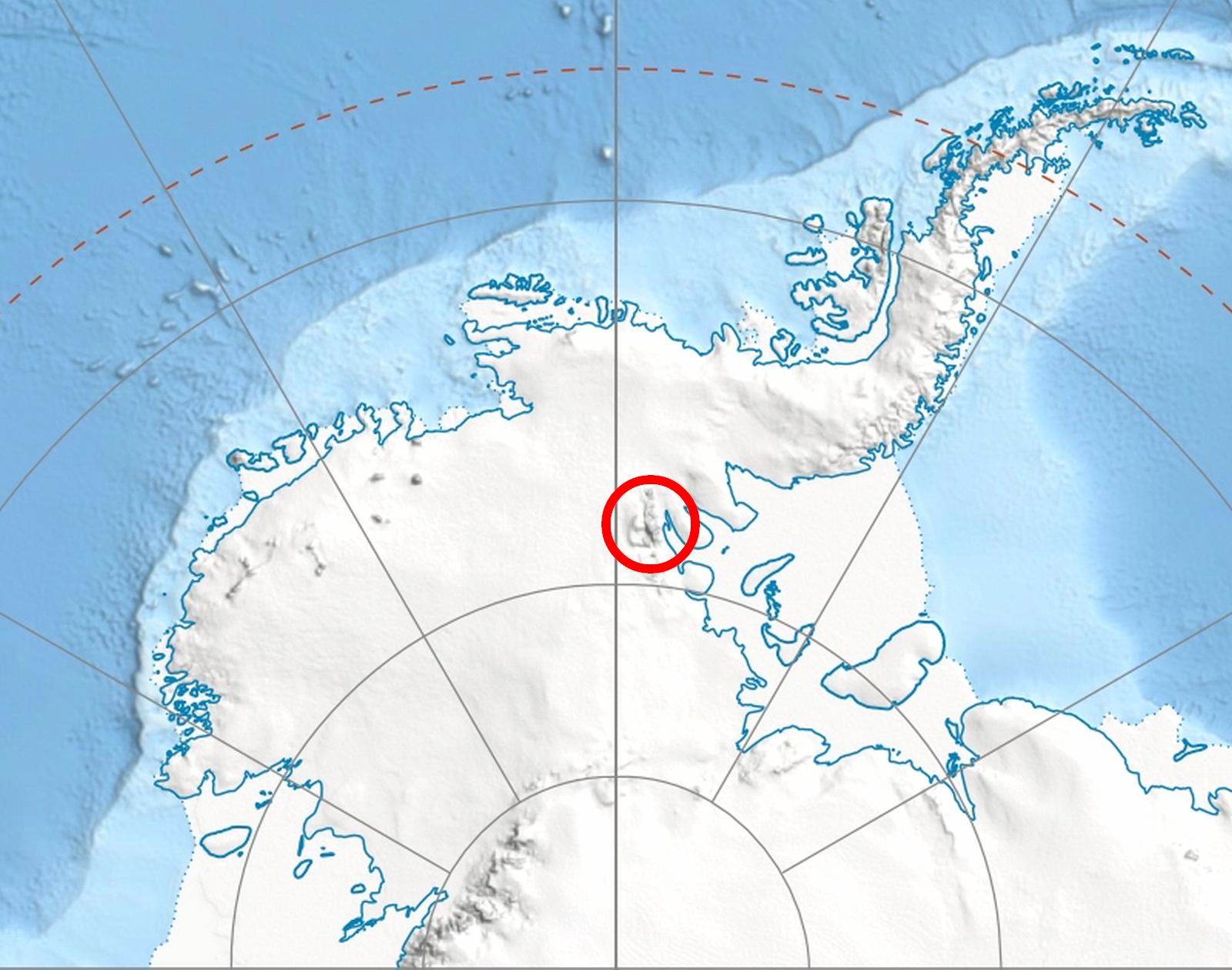

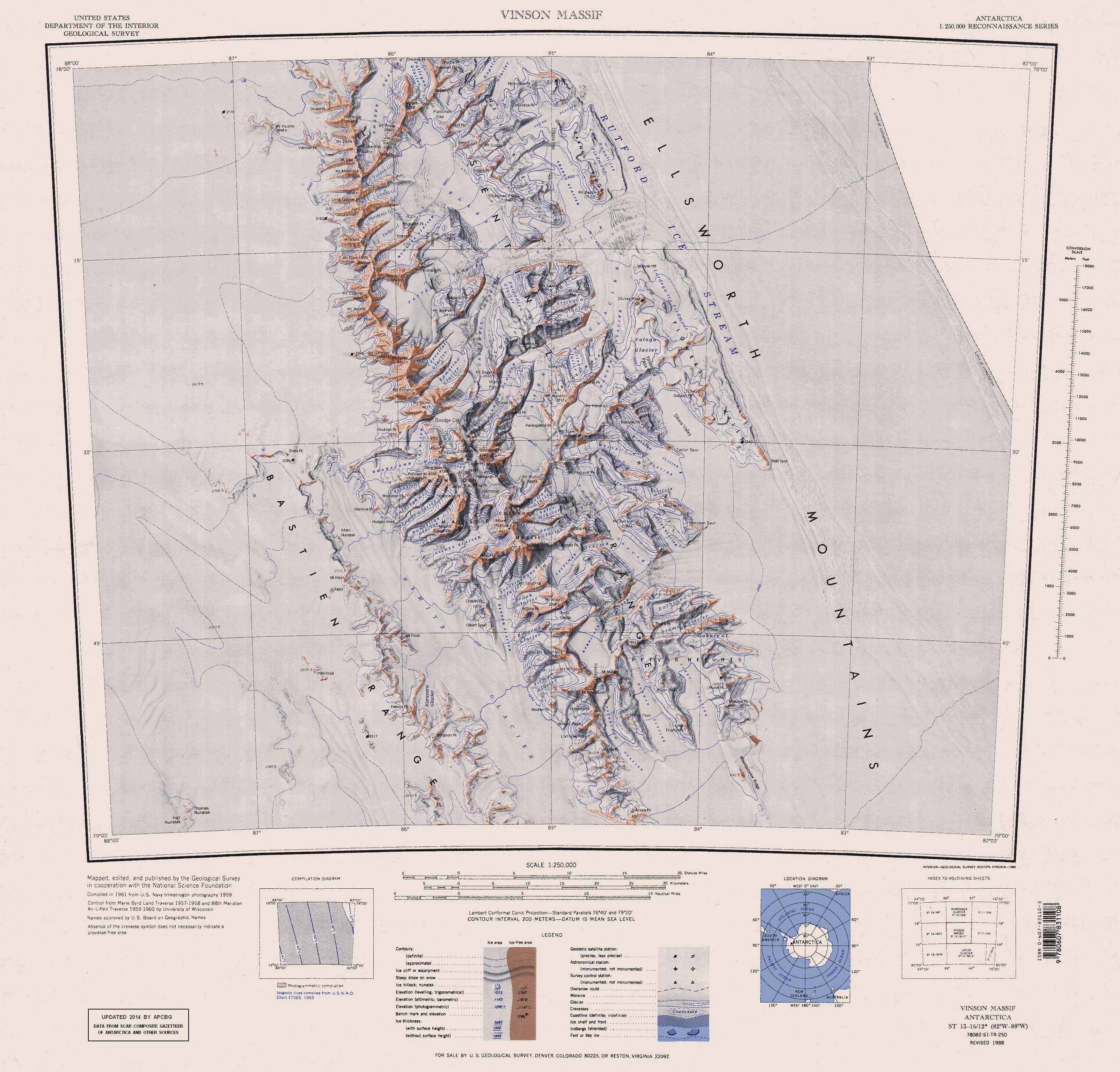

馬馬爾切夫峰是南極洲的山峰，位於埃爾斯沃思地，處於埃爾斯沃思山脈的森蒂納爾嶺，海拔高度2,500米，現時由南極條約體系管理。

## 外部連結
- Mamarchev Peak. （页面存档备份，存于） SCAR Composite Antarctic Gazetteer.